# Irán en los Juegos Paralímpicos de Sídney 2000
Irán estuvo representado en los Juegos Paralímpicos de Sídney 2000 por un total de 40 deportistas, 36 hombres y cuatro mujeres.

## Medallistas
El equipo paralímpico iraní obtuvo las siguientes medallas:
| Nombre | Deporte                   | Evento                                      |
| --- | ------------------------- | ------------------------------------------- |
| Oro |                           |                                             |
| Gader Modaber | Atletismo                 | Disco F52 masculino                         |
| Gader Modaber | Atletismo                 | Peso F52 masculino                          |
| Mojtar Nurafshan | Atletismo                 | Disco F54 masculino                         |
| Mojtar Nurafshan | Atletismo                 | Peso F54 masculino                          |
| Abdolreza Yokar | Atletismo                 | Disco F53 masculino                         |
| Mohamad Sadegui Mehryar | Atletismo                 | Disco F56 masculino                         |
| Aref Josravinia | Atletismo                 | Disco F57 masculino                         |
| Avaz Azmudeh | Atletismo                 | Jabalina F54 masculino                      |
| Mohamad Reza Mirzai | Atletismo                 | Jabalina F57 masculino                      |
| Amrolá Dehgani | Levantamiento de potencia | –100 kg masculino                           |
| Enayatolá Bojarai | Tiro                      | Rifle de aire en posición tendida SH1 mixto |
| Farshid Ashuri Hoyat Behravan Yalil Imeri Ali Eshagui Parviz Firuzi Ali Golkar Ali Kashfia Reza Pidayesh Mohamad Reza Rahimi Aliakbar Salavatian Mayid Soleimani Isa Zirahi | Voleibol sentado          | Torneo masculino                            |
| Plata |                           |                                             |
| Dariush Namvar | Atletismo                 | Disco F56 masculino                         |
| Fereydun Karimipur | Levantamiento de potencia | –56 kg masculino                            |
| Mansur Dimasi | Levantamiento de potencia | –75 kg masculino                            |
| Said Bafandeh | Levantamiento de potencia | –82,5 kg masculino                          |
| Bronce |                           |                                             |
| Hosein Aga-Bargchi | Atletismo                 | Disco F36 masculino                         |
| Vahab Salabi | Atletismo                 | Jabalina F42 masculino                      |
| Gader Modaber | Atletismo                 | Jabalina F52 masculino                      |
| Abdolreza Yokar | Atletismo                 | Jabalina F53 masculino                      |
| Abas Mohseni | Atletismo                 | Peso F37 masculino                          |
| Alahbajsh Akbari | Levantamiento de potencia | –67,5 kg masculino                          |
| Nayereh Akef | Tiro                      | Pistola de aire SH1 femenino                |